# Shima Kiyohide

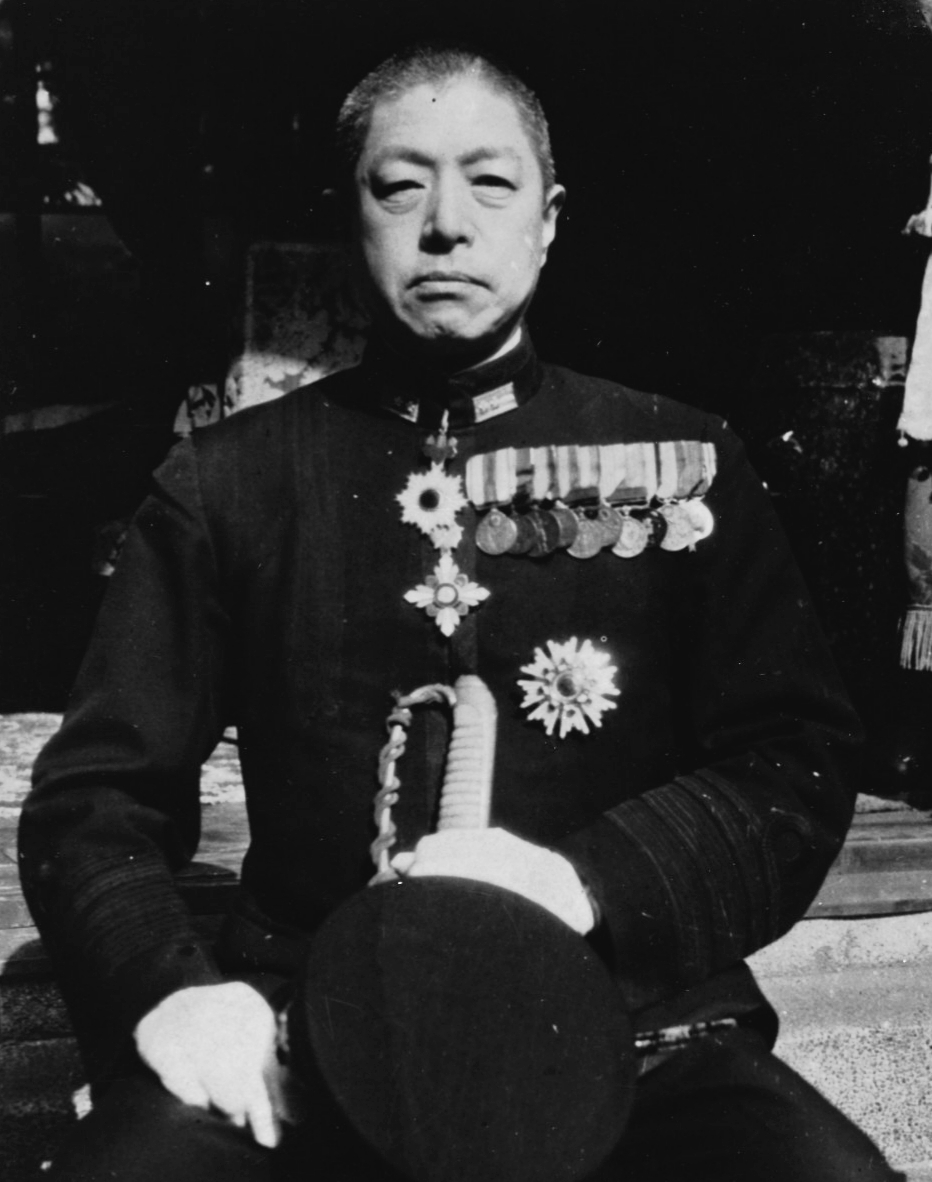
Shima Kiyohide

Shima Kiyohide (jap. 志摩清英; * 25. Februar 1878; † 7. November 1973) war ein Vizeadmiral der Kaiserlich Japanischen Marine.
Zwischen dem 15. November 1939 und dem 15. Oktober 1940 war Shima Kiyohide Stabschef des Maizuru-Marinedistrikts. Während des Pazifikkriegs befehligte er im Dezember 1941 die Minenlegerdivision 19 der 4. Flotte bei der Operation Gi, der Eroberung der Gilbertinseln. Mitte Januar 1942 war er Befehlshaber einer Geleitflotte zur Eroberung von Rabaul und später die Invasionsflotte, die am 3. Mai 1942 die Insel Tulagi nördlich von Guadalcanal in den Salomonen einnahm. Ab dem 5. Februar 1944 wurde ihm das Kommando über die 5. Flotte übertragen. 
In der See- und Luftschlacht im Golf von Leyte zwischen dem 23. und 26. Oktober 1944 kommandierte Shima die aus zwei Kreuzern und sieben Zerstörern bestehende „Zweite Angriffsflotte“ der südlichen Streitmacht der Japaner, welche die Schlacht in der Surigao-Straße gegen die Übermacht der Alliierten verlor. 
Zwischen dem 10. Mai 1945 und dem 30. November 1945 war Shima Kiyohide Kommandeur des Takao-Gardedistrikts. Im ersten Monat seiner Dienstzeit war ihm dort auch die 1. Luftflotte unterstellt.
Shima Kiyohide verstarb 1973.